# Reel 2 Real
Reel 2 Real war ein US-amerikanisches Duo bestehend aus dem DJ Erick Morillo und dem Rapper Mark Quashie, genannt The Mad Stuntman. Sie waren in den 1990er Jahren erfolgreich.

## Geschichte
Ihre erste Veröffentlichung unter dem Titel The New Anthem war ein Nummer-eins-Hit in den US-Dance-Charts. Der Sound des Projekts kann als von Elektronischer Musik und Reggae beeinflusst bezeichnet werden. Ihren größten Hit hatten sie aber mit der nachfolgenden Single I Like to Move It als Reel 2 Real featuring The Mad Stuntman. Sie kam nicht nur in die offiziellen US-Hot-100, in Europa war es in vielen Ländern ein Top-10-Hit und erreichte zum Beispiel in Deutschland Platz 3 und in Großbritannien Platz 5. In Frankreich war es sogar 5 Wochen lang die Nummer 1. Danach waren sie vor allem in Europa sehr erfolgreich und hatten bis 1996 zahlreiche weitere Erfolge.
Durch den Film Madagascar (2005) erlangte Reel 2 Reals Lied I Like to Move It wieder neuen Bekanntheitsgrad. Im Jahr 2012 wurde das Lied in einer Coverversion der ukrainischen Band Los Colorados als Fußballhit des ZDF zur Fußball-Europameisterschaft 2012 eingesetzt.

## Diskografie

### Studioalben
| Jahr | Titel    | Höchstplatzierung, Gesamtwochen, AuszeichnungChartplatzierungen (Jahr, Titel, Platzierungen, Wochen, Auszeichnungen, Anmerkungen) | Höchstplatzierung, Gesamtwochen, AuszeichnungChartplatzierungen (Jahr, Titel, Platzierungen, Wochen, Auszeichnungen, Anmerkungen) | Höchstplatzierung, Gesamtwochen, AuszeichnungChartplatzierungen (Jahr, Titel, Platzierungen, Wochen, Auszeichnungen, Anmerkungen) | Höchstplatzierung, Gesamtwochen, AuszeichnungChartplatzierungen (Jahr, Titel, Platzierungen, Wochen, Auszeichnungen, Anmerkungen) | Höchstplatzierung, Gesamtwochen, AuszeichnungChartplatzierungen (Jahr, Titel, Platzierungen, Wochen, Auszeichnungen, Anmerkungen) | Anmerkungen                            |
| Jahr | Titel    | DE | AT | CH | UK | US | Anmerkungen                            |
| ---- | -------- | --- | --- | --- | --- | --- | -------------------------------------- |
| 1994 | Move It! | DE63 (6 Wo.)DE | AT37 (1 Wo.)AT | CH42 (2 Wo.)CH | UK8 Gold · (14 Wo.)UK | — | Erstveröffentlichung: 10. Oktober 1994 |

Weitere Alben
- 1995: Reel 2 Remixed
- 1996: Are You Ready for Some More?

### Singles
| Jahr | Titel Album                             | Höchstplatzierung, Gesamtwochen, AuszeichnungChartplatzierungen (Jahr, Titel, Album, Platzierungen, Wochen, Auszeichnungen, Anmerkungen) | Höchstplatzierung, Gesamtwochen, AuszeichnungChartplatzierungen (Jahr, Titel, Album, Platzierungen, Wochen, Auszeichnungen, Anmerkungen) | Höchstplatzierung, Gesamtwochen, AuszeichnungChartplatzierungen (Jahr, Titel, Album, Platzierungen, Wochen, Auszeichnungen, Anmerkungen) | Höchstplatzierung, Gesamtwochen, AuszeichnungChartplatzierungen (Jahr, Titel, Album, Platzierungen, Wochen, Auszeichnungen, Anmerkungen) | Höchstplatzierung, Gesamtwochen, AuszeichnungChartplatzierungen (Jahr, Titel, Album, Platzierungen, Wochen, Auszeichnungen, Anmerkungen) | Anmerkungen                                                 |
| Jahr | Titel Album                             | DE | AT | CH | UK | US | Anmerkungen                                                 |
| ---- | --------------------------------------- | --- | --- | --- | --- | --- | ----------------------------------------------------------- |
| 1993 | I Like to Move It Move It!              | DE3 Gold · (21 Wo.)DE | AT2 (15 Wo.)AT | CH4 (16 Wo.)CH | UK5 Gold · (22 Wo.)UK | US89 (6 Wo.)US | Erstveröffentlichung: November 1993 feat. The Mad Stuntman  |
| 1993 | Go On Move Move It!                     | DE20 (12 Wo.)DE | AT16 (6 Wo.)AT | CH18 (13 Wo.)CH | UK7 (9 Wo.)UK | — | Erstveröffentlichung: Dezember 1993 feat. The Mad Stuntman  |
| 1994 | Can You Feel It? Move It!               | DE32 (10 Wo.)DE | AT28 (3 Wo.)AT | CH31 (8 Wo.)CH | UK13 (5 Wo.)UK | — | Erstveröffentlichung: September 1994 feat. The Mad Stuntman |
| 1994 | Raise Your Hands Move It!               | — | — | — | UK14 (7 Wo.)UK | — | Erstveröffentlichung: November 1994 feat. The Mad Stuntman  |
| 1995 | Conway Move It!                         | — | — | — | UK27 (4 Wo.)UK | — | Erstveröffentlichung: März 1995 feat. The Mad Stuntman      |
| 1996 | Jazz It Up Are You Ready for Some More? | — | — | — | UK7 (7 Wo.)UK | — | Erstveröffentlichung: Juni 1996                             |
| 1996 | Are You Ready for Some More?            | — | — | — | UK24 (2 Wo.)UK | — | Erstveröffentlichung: September 1996                        |

## Auszeichnungen für Musikverkäufe
| Goldene Schallplatte - Australien - 1994: für die Single I Like To Move It - Frankreich - 1994: für die Single I Like To Move It |

Anmerkung: Auszeichnungen in Ländern aus den Charttabellen bzw. Chartboxen sind in ebendiesen zu finden.
| Land/RegionAuszeichnungen für Musikverkäufe (Land/Region, Auszeichnungen, Verkäufe, Quellen) | Gold     | Platin | Verkäufe | Quellen           |
| -------------------------------------------------------------------------------------------- | -------- | ------ | -------- | ----------------- |
| Australien (ARIA)                                                                            | Gold1    | —      | 35.000   | aria.com.au       |
| Deutschland (BVMI)                                                                           | Gold1    | —      | 250.000  | musikindustrie.de |
| Frankreich (SNEP)                                                                            | Gold1    | —      | 250.000  | infodisc.fr       |
| Vereinigtes Königreich (BPI)                                                                 | 2× Gold2 | —      | 500.000  | bpi.co.uk         |
| Insgesamt                                                                                    | 5× Gold5 | —      |          |                   |